# مشکل (ترانه جولیا مایکلز)
«مشکل» (به انگلیسی: Issues) نخستین ترانه‌ای است که توسط خواننده و ترانه‌نویس اهل ایالات متحده آمریکا جولیا مایکلز ضبط شده‌است. ترانه به صورت مشترک توسط جاستین ترانتر و تهیه‌کنندگان بنی بلانکو و استارگیت نوشته شده‌است. ترانه در ۱۳ ژانویه ۲۰۱۷ به‌عنوان نخستین تک‌آهنگ از ای‌پی توسط ریپابلیک رکوردز منتشر شد.
این تک‌آهنگ در چارت‌های والونیا، اسکاتلند، نروژ، دانمارک، استرالیا، فلاندرز جزو ده ترانه اول قرار گرفت. همچنین به رتبه ۱۱ در جدول فروش موسیقی ۱۰۰ آهنگ داغ بیلبورد ایالات متحده آمریکا رسید. «مشکل» گواهی‌نامه فروش پلاتین یا بالاتر در دوازده کشور و از جمله گواهی الماس را در فرانسه دریافت کرد. موزیک ویدئو همراه این ترانه توسط تابیتا دنهلم کارگردانی شده‌است. این ویدئو که مایکلز را در حال برگزاری یک مهمانی که با گروهی از دوستانش است نشان می‌دهد.